# Beta-amanitina

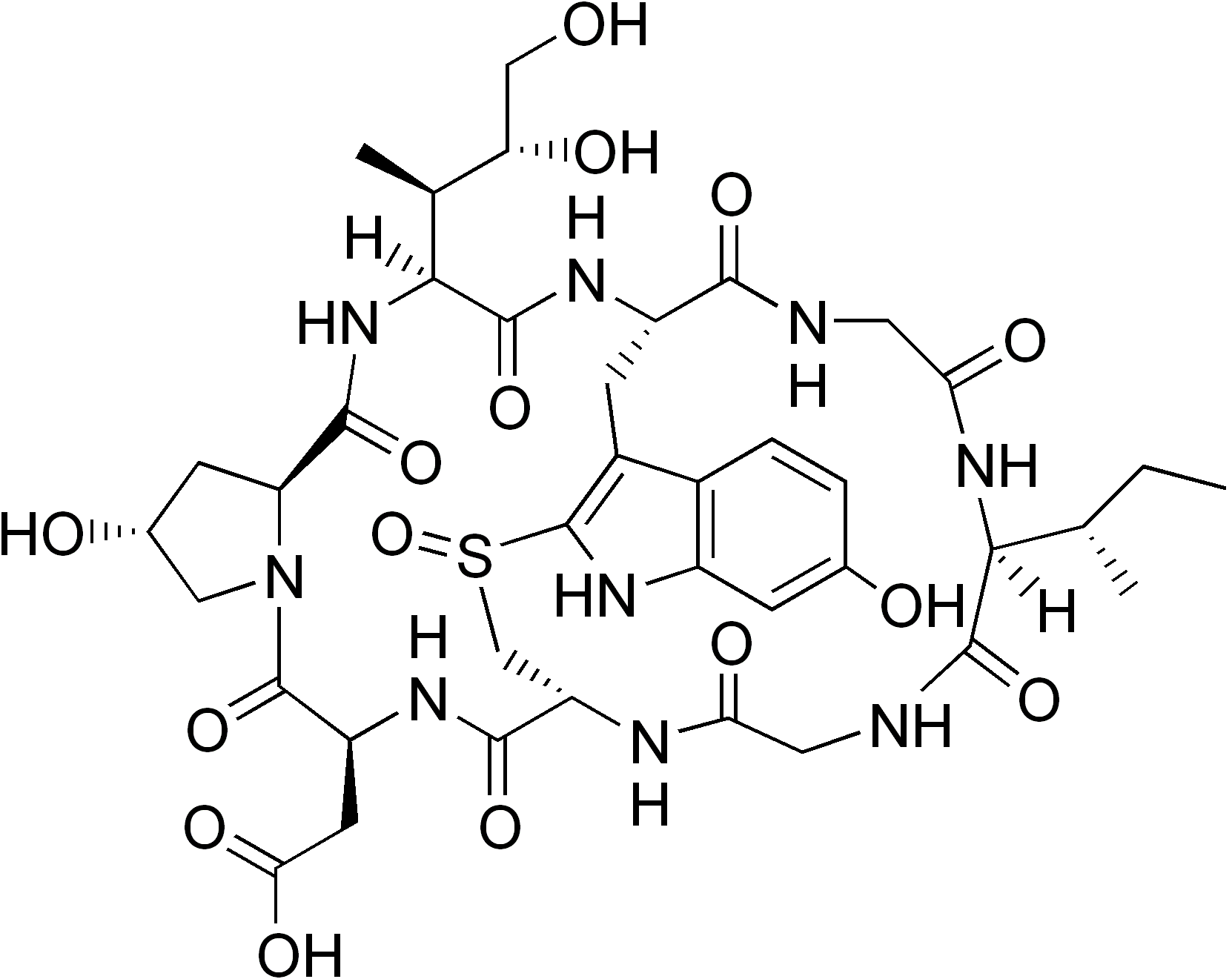
Estrutura química

Beta-amanitina ou β-amanitina, um peptídio cíclico de oito aminoácidos, é um tipo de amatoxina, uma família de toxinas encontrada em vários cogumelos que pertencem ao gênero Amanita. A substância pode ser isolada a partir do Amanita phalloides, bem como do A. virosa e do 'A. bisporigera.